# Laelia figlina
Laelia figlina är en fjärilsart som beskrevs av William Lucas Distant 1899. Laelia figlina ingår i släktet Laelia och familjen tofsspinnare. Inga underarter finns listade i Catalogue of Life.